# Kristiánov
Kristiánov – część miasta ustawowego Liberec. Znajduje się we wschodniej części centrum miasta. 

## Zaludnienie
Zarejestrowanych jest tutaj 508 adresów i mieszka na stałe ponad 5 000 osób.